# Намжил Мишигсурэн
Намжил Мишигсурэн (монг. Намжил Мишигсүрэн; род. 29 марта 1983) — монгольский профессиональный хоккеист. Нападающий хоккейного клуба «Хангарьд». Игрок сборной Монголии по хоккею с шайбой. Двукратный обладатель Азиатского кубка вызова.

## Биография
Всю карьеру Намжил Мишигсурэн провёл в монгольской хоккейной лиге за команду «Хангарьд». С 2006 года выступает за сборную Монголии на первенствах мира. С 2012 года — капитан сборной. Рекордсмен команды по количеству матчей (64) и количеству набранных очков (83). В 2011 году выступал на Зимних Азиатских играх в Казахстане.